# Kradanovci
Kradanovci (madžarsko Kondorfa, nemško Kradendorf) je naselje v Slovenskem Porabju na Madžarskem v občini Őriszentpétra.
Leži 8 km-ov od Őriszenpétra pri potoku Lugos in jih gozdi obkrožijo. Njegovi deli so Alvég, Fővég, Hegy.
V pisnih dokumentih najprej zgodi leta 1350, kot Gardunfolua. Do 18. stoletja njegovo madžarsko ime je bilo Gárdonyfa. Staro ime izvira iz osebnega imena Gárdon, medtem novo madžarsko ime izvira iz nemškega imena. Slovensko ime je izoblikovalo tudi iz nemške oblike. Od 13. stoletja je bil posest monošterske cistercijanske opatije. Še v 20. stoletju tudi tukaj so živeli Slovenci z Madžari.

Prebivalci v 16. stoletju so prešli na evangeličansko vero in imeli leseno cerkev, okoli 1540 pa tudi šolo.
V času monošterske bitke (1664) veliko ljudi so bežali pred Turkom v Kradanovci in se priselili v bregu Bucsa, v južnem delu. V 18. stoletju vas je rekatolizirala. Leta 1850 so zidali rimskokatoliško cerkev, ki jo renovirali 1991.